# Bray Wyatt
Windham Lawrence Rotunda (23 tháng 5 năm 1987 – 24 tháng 8 năm 2023) là một đô vật chuyên nghiệp người Mỹ. Anh hiện ký hợp đồng với WWE, nơi anh biểu diễn trên thương hiệu Raw dưới cái tên trên võ đài là The Fiend Bray Wyatt và ngắn gọn là Bray Wyatt. Anh là cựu vô địch Toàn Cầu trong lần giữ đai thứ hai. Anh là nhà vô địch thế giới ba lần tại WWE, từng giữ WWE Championship một lần và Universal hai lần.
Anh là đô vật chuyên nghiệp thế hệ thứ ba, theo chân ông nội của mình là Blackjack Mulligan, cha anh Mike Rotunda (hay được biết đến là Irwin R. Schyster), và hai người chú của mình (Barry Windham và Kendall Windham). Em trai anh là Taylor Rotunda cũng thi đấu cho WWE dưới tên Bo Dallash. Cùng em mình, anh từng giữ FCW Florida Tag Team Championship hai lần khi ở lãnh thổ phát triển của WWE Florida Championship Wrestling (FCW), nơi anh từng thi đấu dưới nhiều tên khác nhau từ 2009 đến 2012. Anh cũng đấu vật một thời gian ngắn trong đội hình chính của WWE từ 2010 đến 2011 dưới tên Husky Harris, là một thành viên The Nexus.
Sau khi trở lại FCW, Rotunda đổi tên thành Bray Wyatt, là nhân vật phản diện, người lãnh đạo nhóm The Wyatt Family. Wyatt tiếp tục giành WWE Tag Team Championship (cùng Luke Harper và Randy Orton theo luật Freebird) một lần, vô địch WWE một lần và WWE Raw Tag Team Championship một lần (với Matt Hardy). Sau khi tạm ngưng thi đấu cuối tháng 8 năm 2018, Wyatt trở lại WWE tháng 4 năm 2019, là một nghệ sĩ giải trí cho trẻ em, dẫn chương trình tên Firefly Fun House và ra mắt một nhân vật độc ác ma mị được gọi là "The Fiend". Ngay sau khi ra mắt "The Fiend", anh giành đai Toàn cầu lần đầu tiên, trở thành nhà vô địch thế giới hai lần trong WWE.

## Thời niên thiếu
Rotunda học tại Hernando High School, nơi anh giành chức vô địch đấu vật quốc gia ở hạng cân 275 pound (125 kg) năm 2005. Anh tốt nghiệp trung học năm 2005. Anh cũng chơi bóng bầu dục như một hậu vệ truy cản và bảo vệ. Rotunda chơi tại College of the Sequoias hai mùa giải, kiếm được All-American. Anh kiếm được học bổng bóng bầu dục Troy University, nơi anh chơi bóng bầu dục trong hai năm. Anh rời Troy sau khi quyết định trở thành đô vật.

## Sự nghiệp đấu vật chuyên nghiệp

### Florida Championship Wrestling (2009–2010)
Rotunda ra mắt lần đầu tại Florida Championship Wrestling (FCW) vào tháng 4 năm 2009 với một chiến thắng, sử dụng cái tên Alex Rotundo. Sau đó anh đổi tên thành Duke Rotundo. Tháng 6 năm 2009, Rotunda bắt đầu hợp tác với em trai của mình, Bo. Tại chương trình truyền hình FCW tapings vào ngày 23 tháng 7, Rotundo Brothers đánh bại Dude Busters (Caylen Croft và Trent Barretta) để trở thành ứng cử viên số một cho Florida Tag Team Championship. Cũng trong tối hôm đó, họ đã đánh bại Justin Angel và Kris Logan cho chức vô địch Florida Tag Team. Họ tiến tới bảo vệ thành công chức vô địch chống lại Dylan Klein và Vance Archer và đội của Curt Hawkins và Heath Slater. Tại chương trình truyền hình FCW tapings vào ngày 19 tháng 11, Rotundos mất chức vô địch vào tay Dude Busters.

### The Wyatt Family (2012–2014)
Bài chi tiết: The Wyatt Family

### WWE Champion (2017)
Vào ngày 12/2 tại Elimination Chamber, Wyatt đã đánh bại John Cena, AJ Styles, The Miz, Dean Ambrose và Baron Corbin trong trận Elimination Chamber đề giành được WWE Championship lần đầu tiên trong sự nghiệp của anh ấy và cũng là chức vô địch đơn đầu tiên trong sự nghiệp đấu vật của anh.
Tại WrestleMania 33 Bray Wyatt có 1 trận đấu với Randy Orton tranh đai WWE Championship, Bray để thua và mất đai.

## Cuộc sống cá nhân
Rotunda là fan của Oakland Raiders.

## Trong đấu vật
- Đòn kết thúc
  - Với tư cách là Bray Wyatt
    - Sister Abigail (Swinging reverse STO, with theatrics)[11][12][13]

  - Với tư cách là Axel Mulligan
    - Stunner[14]

  - Với tư cách là Husky Harris
    - Running senton[15][16]
    - Swinging reverse STO[17]
- Đòn thường dùng
  - Body avalanche[18][19][20][21]
  - Drop suplex[22]
  - Running body block[22]
  - Running crossbody[18][21][23][24]
  - Running senton[22]
  - Short-arm clothesline,[20][25] sometimes while running[22]
  - Standing side slam[16][23][26]
  - Throat thrust
- Người quản lý
  - Cody Rhodes
  - Wade Barrett
  - CM Punk
- Các đô vật đã quản lý
  - Daniel Bryan[27]
  - Erick Rowan[28]
  - Luke Harper[28]
  - Braun Strowman
- Nicknames
  - "The Army Tank with a Ferrari Engine"[29]
  - "The Eater of Worlds"[30]
  - "The Man of 1,000 Truths"[31]
  - "The New Face of Fear"[32]
- Entrance themes
  - "We Are One" by 12 Stones (as part of The Nexus)
  - "This Fire Burns" by Killswitch Engage (as part of The New Nexus)
  - "Kuntry 2 the Core" by Kinfoke (NXT)
  - "Live In Fear" by Mark Crozer (ngày 7 tháng 11 năm 2012–nay)[33][34][35]

## Các chức vô địch và danh hiệu
- - Florida Championship Wrestling
    - FCW Florida Tag Team Championship (2 times) – with Bo Rotundo

  - Pro Wrestling Illustrated
    - Feud of the Year (2010) – The Nexus vs. WWE
    - Match of the Year (2014) vs. John Cena in a Last Man Standing match at Payback
    - Most Hated Wrestler of the Year (2010) – as part of The Nexus
    - PWI xếp hạng 6  trong số 500 đô vật xuất sắc nhất 2014

  - Wrestling Observer Newsletter
    - Best Gimmick (2013) The Wyatt Family
    - Worst Worked Match of the Year (2014) vs. John Cena at Extreme Rules on May 4

  - WWE
    - WWE Championship (1 lần)
    - WWE Raw Tag Team Championship (1 lần) với Matt Hardy
    - WWE SmackDown Tag Team Championship (1 lần) – với Luke Harper và Randy Orton1
    - WWE Universal Championship (2 lần)